# Europawahl in Irland 1994
Die Europawahl in Irland 1994 fand am 9. Juni als Teil der EU-weiten Europawahl 1994 statt. Sie war die vierte Wahl zum Europäischen Parlament.

## Ausgangslage

### Scheidendes Parlament
| Fraktion                       | Fraktion                                                   | Mandate | Partei      | Partei                | Mandate |
| ------------------------------ | ---------------------------------------------------------- | ------- | ----------- | --------------------- | ------- |
|                                | Fraktion der Sammlungsbewegung der Europäischen Demokraten | 6 / 15  |             | Fianna Fáil           | 6 / 15  |
|                                | Fraktion der Europäischen Volkspartei                      | 4 / 15  |             | Fine Gael             | 4 / 15  |
|                                | Liberale und Demokratische Fraktion                        | 2 / 15  |             | Progressive Democrats | 1 / 15  |
|                                | Liberale und Demokratische Fraktion                        | 2 / 15  | Unabhängige | 1 / 15                |         |
|                                | Fraktion der Sozialdemokratischen Partei Europas           | 1 / 15  |             | Labour Party          | 1 / 15  |
|                                | Regenbogenfraktion                                         | 1 / 15  |             | Unabhängige           | 1 / 15  |
|                                | Fraktionslose                                              | 1 / 15  |             | Democratic Left       | 1 / 15  |
|                                |                                                            |         |             |                       |         |
| Quelle: Europäisches Parlament |                                                            |         |             |                       |         |

## Ergebnis
| Listen                                                           | Listen                    | Stimmen   | %    | +/-  | Mandate | +/- |
| ---------------------------------------------------------------- | ------------------------- | --------- | ---- | ---- | ------- | --- |
|                                                                  | Fianna Fáil               | 398.066   | 35,0 | +3,5 | 7       | +1  |
|                                                                  | Fine Gael                 | 276.095   | 24,3 | +2,7 | 4       | ±0  |
|                                                                  | Labour Party              | 124.972   | 11,0 | +1,5 | 1       | ±0  |
|                                                                  | Green Party               | 90.046    | 7,9  | +4,2 | 2       | +2  |
|                                                                  | Progressive Democrats     | 73.696    | 6,5  | –5,5 | –       | –1  |
|                                                                  | Democratic Left           | 39.706    | 3,5  | Neu  | –       | Neu |
|                                                                  | Sinn Féin                 | 33.823    | 3,0  | +0,8 | –       | ±0  |
|                                                                  | Workers’ Party of Ireland | 22.100    | 1,9  | –5,8 | –       | –1  |
|                                                                  | Unabhängige               | 78.986    | 6,9  | –1,7 | 1       | ±0  |
| Gesamt                                                           | Gesamt                    | 1.137.490 | 100  |      | 15      | –   |
|                                                                  |                           |           |      |      |         |     |
| Quellen: Elections Ireland: Dublin, Leinster, Munster, C. Ulster |                           |           |      |      |         |     |

## Fraktionen im Europäischen Parlament
| Partei                         | Partei       | Mandate | Fraktion |
| ------------------------------ | ------------ | ------- | -------- |
|                                | Fianna Fáil  | 7 / 15  | RDE      |
|                                | Fine Gael    | 4 / 15  | EVP-ED   |
|                                | Labour Party | 1 / 15  | SPE      |
|                                | Green Party  | 2 / 15  | Grüne    |
|                                | Unabhängige  | 1 / 15  | ELDR     |
|                                |              |         |          |
| Quelle: Europäisches Parlament |              |         |          |